# Boronkay József
Boronkai és nezettei Boronkay József (Somogyszil, 1736. március 7. – Kőszeg, 1816. május 14.) országgyűlési követ.

## Élete
Édesapja Boronkay Ferenc (1699-1768) és édesanyja niczki Niczky Júlia (1701-1767) volt.
A humaniorák és bölcselet végeztével a magyar törvény-tudományra adta magát. Az 1791. budai országgyűlésen mint Somogy megye követe a katolikus vallás ügyében tartott beszédet.
Boronkay József neje derghi Somogyi Borbála (1752-1804), Somogyi József és Baranyay Anna lánya volt. 40 év alatt a széthulló Somlyay-Fajszy-hagyaték kétharmadát, illetve a vrászlói uradalmat is megszerezte, s életképes, több mint 31 ezer holdas uradalmat épített ki belőle. Megszerezte a Baranyay család földbirtokait is.

## Munkái
Declaratio circa questionem illam an articulus in negotio religionis per suam Majestatem de dato 18. januarii anni 1791. statibus et ordinibus in publicam legem referri valeat… Posonii, 1791. (Ezen munkát Diaetai deák oratio czimmel Palóczi Horváth Ádám czáfoló jegyzetekkel magyarra fordította. Hely n. 1791.)